# Bastetans
Els bastetans (en llatí bastetani, bastitani i també bastuli, en grec antic Βαστητανοί, Βαστιτανοί, Βαστοῦλοι) eren un poble de la Hispània Bètica que, segons Estrabó, habitaven la costa sud entre Gibraltar i Barea (a l'est) i arribaven fins a l'Orospeda cap a l'interior. El país es deia Bastetània (Βαστητανία).
Claudi Ptolemeu distingeix entre els bastuls i els bastetans, i situa els primers a la part més a l'oest, a la boca del Betis, i els segons a l'est. D'altres interpreten que els bastetans ocupaven l'interior i els bastuls la costa. Ptolemeu també diu que eren una ètnia diferenciada de les del seu voltant, amb influències iberes i fenícies. La ciutat principal era Basti (la moderna Baza), de què derivaria el seu nom, i no de Baeza, com s'ha dit sovint. Dels bastetans en parlen també Plini el Vell i Pomponi Mela. Al cerro Cepero a Baza, es va trobar l'escultura més important de l'art ibèric, la dama de Baza, avui al Museu Arqueològic Nacional de Madrid.